# Shohei Yabiku
Shohei Yabiku (født 4. januar 1995) er en japansk bryder, der konkurrerer i græsk-romersk stil.
Han repræsenterede Japan ved sommer-OL 2020 i Tokyo, hvor han tog bronze i 77 kg.